# Direct Media Interface
Direct Media Interface (сокр. DMI) — последовательная шина, разработанная фирмой Intel для соединения южного моста (ICH) материнской платы c северным (MCH или GMCH) или с центральным процессором в случае интегрированного контроллера памяти. Впервые DMI использована в чипсетах семейства Intel 915 с южным мостом ICH6 в 2004 году. Серверные чипсеты используют похожий интерфейс, называемый Enterprise Southbridge Interface (ESI). Позже интерфейс DMI получил два обновления.

## DMI первого поколения
Пропускная способность шины DMI первого поколения составляет 2 ГБ/с, что значительно выше, чем пропускная способность шины Hub Link (266 МБ/с), которая используется для связи между северным и южным мостами в чипсетах Intel 815/845/848/850/865/875. Вместе с этим суммарная полоса пропускания 2 ГБ/с (по 1 ГБ/с в каждом направлении) делится между всеми устройствами, подключенными к южному мосту (например, PCI Express x1, PCI, HD Audio, жесткие диски), так что фактически доступная скорость будет ниже.
В материнских платах для процессоров с разъёмом LGA 1156 (то есть для Core i3, Core i5 и некоторых серий Core i7 и Xeon) и со встроенным контроллером памяти DMI используется для подсоединения чипсета (PCH) непосредственно к процессору. (Процессоры серии Core i7 для LGA 1366 подсоединяется к чипсету через шину QPI.)
DMI является собственной разработкой Intel. В 2009 году Intel отказалась лицензировать шину DMI фирме Nvidia. Поскольку поддержка DMI встроена в процессоры с ядрами Lynfield и Clarkdale для разъёма LGA 1156 и используется для подсоединения к чипсету, Nvidia фактически потеряла право производить чипсеты для большей части новых процессоров Intel.

## DMI 2.0
В 2011 году было представлено второе поколение интерфейса DMI 2.0, в котором скорость передачи данных увеличилась в 2 раза, до 2 ГБ/с в каждую сторону по DMI 2.0 на базе 4 линий. Данный вариант использовался для соединения центральных процессоров Intel 2011-2015 годов с микросхемой Platform Controller Hub (PCH), частично заменившей набор из южного и северного мостов.:14

## DMI 3.0
DMI 3.0 был представлен в августе 2015. В третьем поколении скорость обменов была увеличена до 8 GT/s на каждой линии. Интерфейс с 4 линиями позволяет передавать данные со скоростью до 3,93 ГБ/с между процессором и PCH. Используется в процессорах с микроархитектурой Skylake (варианты с 2 чипами) и чипсетах Intel серии 100, например Z170.

## DMI 4.0
DMI 4.0 был представлен на рынке ноябре 2021. В четвертом поколении скорость обменов была увеличена до 16 GT/s на каждой линии. Интерфейс с 4 линиями позволяет передавать данные со скоростью до 7,88 ГБ/с между процессором и PCH. Используется в процессорах с микроархитектурой Alder Lake  и чипсетах Intel серии 600.